# Ladislav Kamenický
Ladislav Kamenický (ur. 4 października 1970) – słowacki polityk i ekonomista, deputowany, w latach 2019–2020 i od 2023 minister finansów.

## Życiorys
Absolwent handlu zagranicznego na Uniwersytecie Ekonomicznym w Bratysławie. Ukończył też w Stanach Zjednoczonych program FLMI z zakresu finansów i ubezpieczeń. Zawodowo związany z sektorem prywatnym. Zaczynał jako specjalista do spraw handlowych. W latach 1996–2000 zajmował stanowisko dyrektorskie w słowackim oddziale Siemensa. Od 2001 do 2005 był dyrektorem operacyjnym w towarzystwie ubezpieczeniowym. Następnie pełnił funkcję dyrektora generalnego w kilku spółkach prawa handlowego.
Zaangażował się w działalność polityczną w ramach partii SMER, wchodząc w skład jej kierownictwa. W 2012, 2016, 2020 i 2023 był wybierany na posła do Rady Narodowej. Przewodniczył parlamentarnej komisji do spraw finansów i budżetu.
W maju 2019 objął stanowisko ministra finansów w gabinecie Petera Pellegriniego. Funkcję tę pełnił do marca 2020. W październiku 2023 powrócił na ten urząd, dołączając do czwartego rządu Roberta Ficy.